# Elena Basile
Elena Basile (nascida a 26 de dezembro de 1959 em Nápoles) é uma diplomata italiana. De 2017 a 2021 ela foi embaixadora na Bélgica. Ela foi condecorada com a Ordem do Mérito da República Italiana.
Ela fez um discurso na Festa della Repubblica.

## Carreira
Ela formou-se na Università degli Studi di Napoli "L'Orientale".
Em 1985 ela entrou para o serviço de relações externas e serviu no consulado em Toronto. De 1999 a 2002 ela foi delegada em Budapeste. Depois, entre 2003 e 2007 foi delegada em Lisboa. Em 2008, foi Chefe da Secção da Organização para a Segurança e Cooperação na Europa. De 2010 a 2012 chefiou o departamento da América do Norte e de 2013 a 2017 foi embaixadora em Estocolmo.